# Municipio de Warren (condado de Bradford)
El municipio de Warren (en inglés: Warren Township) es un municipio ubicado en el condado de Bradford en el estado estadounidense de Pensilvania. En el año 2000 tenía una población de 1.025 habitantes y una densidad poblacional de 9.4 personas por km².

## Geografía
El municipio de Warren se encuentra ubicado en las coordenadas 41°57′00″N 76°15′05″O / 41.95000, -76.25139.

## Demografía
Según la Oficina del Censo en 2000 los ingresos medios por hogar en la localidad eran de $43,036 y los ingresos medios por familia eran $47,000. Los hombres tenían unos ingresos medios de $31,591 frente a los $25,391 para las mujeres. La renta per cápita para la localidad era de $16,442. Alrededor del 7,2% de la población estaban por debajo del umbral de pobreza.